# اندری ایلیاشوف
اندری ایلیاشوف (اوکراینی: Ильяшов Андрей Степанович؛ زادهٔ ۲۰ دسامبر ۱۹۸۲) بازیکن فوتبال اهل اتحاد جماهیر شوروی سوسیالیستی است.